# Monzón
Monzón egy kisváros Aragónia autonóm közösség Huesca tartományában. Népessége 17 115 fő (2010). Huescától 62, Franciaország határától mintegy 100 km-re található, jelenleg idáig tart a vasútvonal is.

## Lakosság
- A város népessége 1991 és 2010 között:
- 1991: 14690
- 1996: 14576
- 2001: 14920
- 2004: 15457
- 2008: 17050
- 2009: 17042
- 2010: 17115

A település lakosságának változását az alábbi diagram mutatja:
| Lakosok száma | 14 844 | 15 457 | 16 200 | 17 042 | 17 215 | 17 176 | 17 237 | 17 236 | 17 362 | 18 152 |
|               | 2001   | 2004   | 2006   | 2009   | 2011   | 2014   | 2016   | 2019   | 2021   | 2024   |

## Látnivalók
- El Castillo Templario
- Santa María del Romeral székesegyház
- El Convento de San Francisco
- La Ermita de la Virgen de la Alegría (épült: 18. század)
- Polgármesteri hivatal (épült: 16-17. század)
- La Puerta de Luzán városkapu

## A város szülöttei
- Joaquín Costa Martinez, író, ügyvéd, közgazdász, politikus
- Conchita Martinez, olimpiai ezüstérmes teniszezőnő
- Javier Moracho, gátfutó
- Eliseo Martin, gátfutó

## Testvérvárosai
- Barcelona, Spanyolország
- Muret, Franciaország